# Кентуккийский университет
Кентуккийский университет или Университет Кентукки (англ. University of Kentucky, сокр. UK, UKY и U of K) — американский общественный университет, расположенный в городе Лексингтон, в штате Кентукки.
Он был основан в 1865 году юристом Джоном Боумэном как Сельскохозяйственный и технический колледж Университета Кентукки. В настоящее время этот университет является крупнейшим в штате Кентукки по количеству студентов, которых осенью 2011 года обучалось свыше 28 тысяч. Согласно журналу U.S. News & World Report УК имеет высший рейтинг среди исследовательских университетов штата.

## Спорт
Спортивные команды Университета Кентукки носят название «Дикие коты» и выступают в Юго-Восточной конференции НАСС. Спортивная история университета началась в 1890-х годах с матчей по американскому футболу против соседних колледжей. В 1902 году была сформирована женская команда по баскетболу, а через год — мужская. Название Дикие коты закрепилось за командой УК в 1909 году после победы над футбольной командой Иллинойского университета.
Наиболее титулованной является мужская баскетбольная команда, которая восемь раз выигрывала турнир НАСС. С командой на протяжении 42 лет работал знаменитый тренер Адольф Рапп, выигравший четыре чемпионских титула, последний титул был завоеван командой в 2012 году под руководством Джона Калипари. Среди известных баскетболистов, выступавших за команду Университета Кентукки, можно выделить Фрэнка Рэмси, Пэта Райли, Рэджона Рондо, Тэйшона Принса, Джона Уолла, Энтони Дэвиса и Демаркуса Казинса.
Также представители УК становились чемпионами США в беге по пересечённой местности и художественной гимнастике, а команда черлидеров 19 раз выигрывала национальный чемпионат. Команда по американскому футболу в 1950 году разделила чемпионское звание с тремя другими командами. На национальном уровне университет представлен командами по бейсболу, баскетболу, бегу по пересечённой местности, американскому футболу, гольфу, художественной германистике, теннису, лёгкой атлетике, футболу, стрелковому спорту, софтболу, плаванию, волейболу и хоккею.

## Известные выпускники
В Университете Кентукки учились семь будущих губернаторов: бывшие губернаторы Кентукки (Хэппи Чендлер, Пол Паттон, Эрни Флетчер, Стив Бешир), Северной Каролины (Беверли Пердью), Арканзаса (Том Джефферсон Террал) и Огайо (Тед Стрикленд). Другие известные выпускники — сенатор Митч Макконнелл, лауреаты Нобелевской премии Томас Хант Морган (по медицине и физиологии) и Уильям Липскомб (по химии), актёры Эшли Джадд и Гарри Стэнтон, иллюстратор Дон Роса и астронавт Стори Масгрейв.